# Кубанский государственный медицинский университет
Куба́нский госуда́рственный медици́нский университе́т (КубГМУ) — высшее учебное заведение в Краснодаре.
Ректор университета: Сергей Николаевич Алексеенко.

## История
Основан в 1920 году в качестве медицинского факультета новосозданного Кубанского университета. В 1921 году выделен в самостоятельное учебное заведение — Кубанский медицинский институт. Первым деканом медицинского факультета, и, впоследствии ректором института был избран профессор Н. Ф. Мельников-Разведенков. В 1994 году получил статус академии, а в 2005 году — университета.
Располагается в историческом здании бывшего Екатеринодарского епархиального училища.

## Факультеты
В вузе существуют следующие факультеты:
- Лечебный
- Педиатрический
- Стоматологический
- Фармацевтический
- Медико-профилактический
- Повышения квалификации и переподготовки специалистов
- Довузовской подготовки

## Ректоры
- Один из организаторов создания (1920 год) и первый ректор института Н. Ф. Мельников-Разведенков, который позже (1925 год) был избран на должность председателя АН УССР и уехал в Киев.
- с ? по 1944 — А. Н. Мотненко
- с 1944 по ? — Д. В. Колинько
- с 1991 по 1994 год — Оноприев, Владимир Иванович — выдающийся хирург-гастроэнтеролог, основатель органосохраняющего, органовосстанавливающего и органосоздающего направления в хирургической гастроэнтерологии, основатель отечественной школы функциональной хирургической гастроэнтерологии, доктор медицинских наук, профессор, заслуженный врач РФ, заслуженный деятель науки РФ[6]
- с 1994 года — Борис Григорьевич Ермошенко. доктор медицинских наук, Член правления Всероссийской ассоциации врачей акушеров-гинекологов. Автор и участник создания краевого перинатального центра и центра матери и ребёнка (ныне — базовая акушерско-гинекологическая клиника Кубанской медакадемии).
- с 28 мая 2009 года — кандидат медицинских наук, Алексеенко Сергей Николаевич

## Известные преподаватели и выпускники
- Войцеховский, Николай Владимирович — выдающийся профессор, акушер и военный врач.
- Дадалов Иван Михайлович — военврач в годы Великой Отечественной войны, с 1961 года — генерал-майор медицинской службы.
- Красовитов Владимир Константинович (1904—1993) доктор медицинских наук, профессор, заведующий кафедрой топографической анатомии и оперативной хирургии с 1944 по 1973 год, работал ведущим хирургом Краснодарского краевого госпиталя для инвалидов отечественной войны (госпиталю в 1993 году присвоено его имя). Удостоен Премии НКЗ СССР (1947), лауреат премии им. Н. Н. Бурденко (1960), «Герой труда Вьетнама» (1958).
- Ойвин, Исидор Абрамович (1909—1972) — советский патофизиолог. Заведующий кафедрой патофизиологии Кубанского медицинского института в 1956—1963 годах.
- профессор Дмитрий Отт, российский и советский акушер-гинеколог, лейб-акушер семьи Николая II.
- Сеничкина, Маргарита Александровна — автор системы психо-физической саморегуляции «Театр Здоровья», специалист по лечению посттравматических стрессовых расстройств; специалист по суггестивной лингвистике; автор и ведущая серии медицинских обзоров на телеканале (ТВЦ) и телевизионного проекта «Театр здоровья» (2004) и автор книг по альтернативной медицине. Год выпуска 1982.
- Шалимов, Александр Алексеевич — выдающийся хирург, один из основателей украинской хирургической школы, действительный член АН УССР (с 1978), действительный член Академии медицинских наук Украины (с 1993 года). Герой Украины.
- Шандала, Михаил Георгиевич — гигиенист, организатор медицинской науки, академик РАМН, кавалер четырёх орденов. Директор ФГУН «НИИ дезинфектологии» Роспотребнадзора.

Профессора, которые позднее были избраны на кафедры медицинских институтов Москвы, Ленинграда и других городов:
М. М. Дитерихс, Н. Н. Петров, В. А. Поспелов, К. С. Керопиан, А. А. Назаров, А. В. Смирнов, А. В. Абрамов, И. А. Агеенко, П. И. Бударин, А. Н. Гордиенко, Г. С. Демьянов, Н. П. Павлов, К. А. Пацевич, Н. П. Пятницкий, В. М. Святухин, В. К. Супрунов, А. В. Россов, И. А. Шарковский, В. Ф. Широкий, а также — Литвинова Татьяна Николаевна (кандидат медицинских наук, доктор педагогических наук, профессор), Захарченко Юрий Иванович (доктор медицинских наук, заслуженный врач РФ, заслуженный деятель науки и образования, награждён дипломом «Золотая кафедра России»).
Посвятили свою жизнь работе в Кубанском медицинском институте: П. П. Авроров, С. В. Очаповский, А. А. Мелких, Г. Н. Лукьянов, Л. Н. Порубайко.